# Jaworzno (województwo opolskie)
Jaworzno – wieś w Polsce położona w województwie opolskim, w powiecie oleskim, w gminie Rudniki.

## Historia
Miejscowość historycznie należy do ziemi wieluńskiej i pierwotnie związana była z Wielkopolską oraz Dolnym Śląskiem. Ma metrykę średniowieczną i istnieje co najmniej od XIII wieku. Wymieniona pierwszy raz w dokumencie zapisanym po łacinie w 1250 pod nazwami „Javorovo, Jaworzsno, Jaworzno” .
Wieś wspominały historyczne dokumenty prawne, własnościowe i podatkowe. W 1250 papież Innocenty IV zatwierdził dziesięcinę z wsi klasztorowi na Piasku we Wrocławiu oraz jego filii w Mstowie. Dokumenty procesowe odnotowują w 1448, że Zygmunt Bielowski z Jaworzna pozwał 4 Janów z Grabowej. W 1453 odnotowano sołtysa wsi. W latach 1453–1499 Jaworzno było siedzibą samodzielnej parafii. W 1470 miejscowość należała do Hieronima Kobylańskiego herbu Grzymała. Odnotowano wówczas pobór dziesięciny z 60 łanów kmiecych w wysokości 8 groszy odprowadzanej dla klasztoru kanoników regularnych w Mstowie. Płatności z miejscowego folwarku oraz z 4 łanów wolnych szły do miejscowego plebana. We wsi były dwie karczmy posiadające po łanie, które dawały mu po 8 groszy. W miejscowości stał również młyn. W 1487 przy podziale dóbr Jan i Jakub z Kobylan otrzymali m.in. Jaworzno. W 1489 przy następnym podziale własności, Jaworzno dostał Jakub Kobylański herbu Grzymała .
W 1511 wieś liczyła 4,5 łana, a w 1518 cztery łany. W 1520 mieszkańcy odprowadzali dziesięcinę snopową z ról osiadłych i opuszczonych dla klasztoru w Mstowie. Trzech kmieci osadzonych przez właściciela wsi płaciło po 8 groszy dziesięciny, a czwarty wiardunek plebanowi w Parzymiechach. W 1552 w miejscowości gospodarowało 20 kmieci, stała karczma, jeden łan należał do sołtysa, a jeden był wolny. W 1553 wieś miała 6 łanów kmiecych oraz jeden łan sołtysi. W 1520 odnotowano dwa łany oraz sadzawkę plebana. Miejscowość oraz kaplicę włączono w tym roku do parafii Parzymiechy .
W okresie międzywojennym w miejscowości stacjonował komisariat Straży Granicznej i placówka II linii SG „Jaworzno”.
W latach 1954–1968 wieś należała i była siedzibą władz gromady Jaworzno, po jej zniesieniu w gromadzie Rudniki. W latach 1975–1998 miejscowość położona była w województwie częstochowskim. W skład sołectwa wchodzi ponadto wieś Jaworzno Bankowe.

## Położenie
Przez Jaworzno przebiegają drogi krajowe:
- relacji Częstochowa – Jaworzno – Wieluń
- relacji Namysłów – Kluczbork – Jaworzno – Radomsko – Starachowice oraz wybudowana w 1926 roku linia kolejowa nr 181 relacji Herby Nowe – Wieluń Dąbrowa. We wsi zlokalizowany jest przystanek osobowy o nazwie Jaworzno koło Wielunia.

## Teraźniejszość
Corocznie w Jaworznie w ostatni pełny weekend maja odbywają się Ogólnopolskie spotkania krótkofalowców „ŁOŚ”. Organizatorami imprezy są Wieluński klub krótkofalowców SP7KED i Oleski klub krótkofalowców SP9KDA.

## Zabytki
Do wojewódzkiego rejestru zabytków wpisany jest kościół par. pw. Świętej Trójcy, drewniany, z XVI w., l. 1921–1923